# Conrad Gauthier

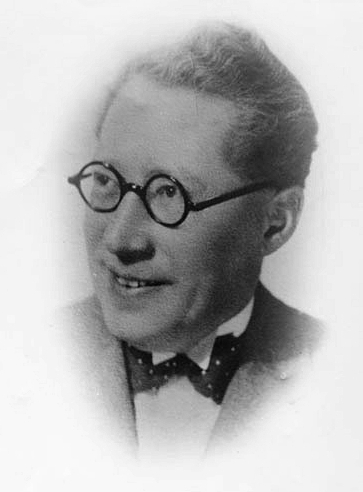
Conrad Gauthier

Conrad Gauthier (* 8. August 1885 in Montreal; † 14. Februar 1964 ebenda) war ein kanadischer Schauspieler und Sänger.
Gauthier betätigte sich in Montreal u. a. als Drucker, Verleger, Cartoonist, Stummfilmregisseur und Journalist. Als Schauspieler war er Mitglied der Association dramatique du Montréal und der Anciens du Gesù. Selbst gründete er 1902 den Cercle de Drapeau und später den Cercle Lapierre. In einer Produktion der Société canadienne d'opérette sang er den Garspards in Robert Planquettes Operette Les Cloches de Corneville.
Am Monument national startete er 1921 die Veranstaltungsreihe Veillées du bon vieux temps, die er bis 1941 produzierte. Hier wurde er bekannt als Interpret französisch-kanadischer Folklore. Seit Beginn der 1920er Jahre nahm er für Victor und Columbia Records mehr als 100 Monologe und Lieder – häufig mit Elzéar Hamel – auf.
1930 erschienen seine 40 Chansons d'autrefois, 1947 die 40 Autres Chansons d'autrefois. Sein Sohn Paul-Marcel Gauthier nahm seine Lieder 1964 auf vier LPs unter dem Titel Les Veillées du bon vieux temps auf. Als Filmschauspieler wirkte Gauthier 1945 an dem Spielfilm Le père Chopin mit, 1947 an Un homme et son péché,